# JFK Olimps Riga
El Riga futbola Skola Olimps Riga fue un club de fútbol letón de la ciudad de Riga. Fue fundado en 2005 y jugó en la Virsliga hasta su desaparición en 2012.

## Palmarés
- Primera Liga de Letonia: 1

2006

## Participación en competiciones de la UEFA
| Temporada | Torneo   | Ronda             | Club                  | Casa | Visita | Global |
| --------- | -------- | ----------------- | --------------------- | ---- | ------ | ------ |
| 2008/09   | UEFA Cup | 1° Clasificatoria | St Patrick's Athletic | 0–1  | 0–2    | 0–3    |